# 사사키 쿠라노스케
사사키 쿠라노스케(일본어: 佐々木蔵之介 사사키 구라노스케[*], 1968년 2월 4일 ~ )는 교토부 교토시 출신의 배우이다. 본명은 사사키 히데아키(佐々木秀明).

## 출연 작품

### 드라마
- 1999년 《천국에서 가장 가까운 남자》 - 아마가스 이치로 역 (제8화)
- 1999년 《잔혹동화 - 이상한 나라의 앨리스》 - 아리스가와 쓰카사 역
- 1999년 《여의》
- 2000년 《금요일의 연인들에게》 - 야마시타 마사토 역
- 2000년 《오도리》 - 간 고타로 역
- 2001년 《JUDGE CAFE》 - 하루히코 역
- 2001년 《Love Story》 - 고바야시 마사시 역 (제6, 7, 최종화)
- 2001년 《울랄라 며느리》 - 오쿠야마 노보루 역
- 2001년 《한도쿠!!!》 - 다카노 마코토 역
- 2001년 《악의》 - 노노구치 오사무 역
- 2002년 《TOYD》 - 하스미 유키오 역
- 2002년 《에나리 가즈키의 소년 탐정 사건입니다!》 - 기타코지 히로시 역
- 2002년 《퍼스트 러브》 - 이토 변호사 역 (제7화)
- 2002년 《사토라레》 - 요시카와 슌스케 역
- 2002년 《홈&어웨이》 (제9화)
- 2003년 《미녀 혹은 야수》 - 고테이 히로시 역
- 2003년 《당신의 인생을 옮겨 드리겠습니다》 - 고마이 유스케 역
- 2003년 《여관 와카세미》 (제2화)
- 2003년 《뉴커머즈 - 여자의 감-》 - 미야마토 마사히코 역
- 2003년 《구니미쓰의 정치》 - 후와 슌이치 역
- 2003년 《옛 남자》 - 후지에다 도오루 역
- 2003년 《하얀 거탑》 - 다케우치 유타 역
- 2003년 《독신3!!》 - 우에노 고헤이 역 (제3화)
- 2003년 《규중처녀!》 - 니시타니 고이치 역 (제5화)
- 2003년 《운명이 보이는 손》 - 우메지마 에이지 역
- 2004년 《스튜어디스 형사8》 - 다카노 가즈오 역
- 2004년 《정말로 있었던 무서운 이야기 - 미아》 - 가와코에 겐스케 역
- 《이혼변호사 시리즈》 - 야나기다 도시후미 역
  - 이혼변호사
  - 이혼변호사 신춘스페셜
  - 이혼변호사II~핸섬 우먼~
- 2004년 《비밥 하이스쿨》 - 사오토메 겐지 역
- 2004년 《라스트 프레젠트 딸과 함께 하는 마지막 여름》 - 오다 사토시 역
- 2004년 《사랑의 헛소동 드라마 스페셜~Love Stories~ 서른살의 여자》 - 사카모토 유타로 역
- 2005년 《룸셰어의 여자》 - 스기타 슈헤이 역
- 2005년 《M의 비극》 - 구보 (마쓰모토) 아키라 역
- 2005년 《상냥한 시간》 - 마쓰다 역 (제3, 8화)
- 2005년 《경찰청 내탐 감찰관 사쿠라자와 아오이의 사건부》 - 스기야마 료헤이 역
- 2005년 《야규 주베 7번의 승부》 - 유이 쇼세쓰 역
- 2005년 《보이스 레코더~남겨진 목소리의 기록~점보기 추락 20년만에 밝혀진 진실》
- 2005년 《기묘한 이야기 '05 가을 특별편 "월경"》 - 시바타 렌 역
- 2005년 《오늘 밤 홀로 침대에서》 - 구스미 슌스케 역
- 2006년 《사토미 팔견전》 - 야마시타 사다카네 역
- 2006년 《키친 워즈》 - 고사카 데쓰야 역
- 2006년 《식탐정》 - 유키 히로시 역
- 《의룡 -Team Medical Dragon- 시리즈》 - 후지요시 게이스케 역
  - 2006년 《의룡 -Team Medical Dragon-》
  - 2007년 《의룡 -Team Medical Dragon- 2》
  - 2010년 《의룡 -Team Medical Dragon- 3》
- 2006년 《시모키타 선데이즈》 - 아쿠타가와 쓰바사 역
- 2006년 《내가 걷는 길》 - 오타케 슈지 역
- 2006년 《머나먼 약속》 - 야스오카 역
- 2006년 《웃기는 사랑은 하고 싶지 않아》 - 우오즈미 고 역
- 2007년 《풍림화산》 - 사나다 유키타카 역
- 2007년 《밤비~노!》 - 구와바라 아쓰시 역
- 2007년 《죽는 줄 알았네》 - 가세 신지 역 (제13화 "49일")
- 2007년 《명탐정 코난 드라마 스페셜 2탄 "구도 신이치의 부활! 검은 조직과의 대결"》 - 진 역
- 2008년 《사이토씨》 - 마노 도오루 역
- 2008년 《사슴남자》 - 후쿠하라 시게히사 역
- 2008년 《절대 그이~완전무결 연인로봇~》 - 나미키리 가쿠 역
  - 2009년 《절대 그이~완전무결 연인로봇~ 최종장 스페셜》
- 2008년 《엽기적인 그녀》 - 모리나카 스스무 역 (제4, 5화)
- 2008년 《몬스터 페어런트》 - 미우라 게이고 역
- 2008년 《반짝반짝》 - 나나세 고헤이 역
- 2009년 《트라이앵글》 - 아키모토 료 역
- 《반장~진난서 아즈미반~ 시리즈》 - 아사카 쓰요시 역
  - 《반장~진난서 아즈미반~ 시리즈1》
  - 《반장~진난서 아즈미반~ 시리즈2》
  - 《반장~진난서 아즈미반~ 시리즈3》
  - 《반장~진난서 아즈미반~ 시리즈4 ~정의의 대상~》
- 2009년 《오르트로스의 개》 - 사와무라 다카유키 역
- 2009년 《불모지대》 - 아키쓰 기요테루 역
- 2009년 《챌린지드》 - 하나와 게이치로 역
  - 2011년 《챌린지드~졸업~》
- 2010년 《비밀》 - 스기타 헤이스케 역
- 2010년 《내가 처음 만든 드라마 - 奉納イデア毛抜き祭》 - 카메오
- 2011년 《모래 그릇》 - 와가 히데요시 역
- 2011년 《나와 스타의 99일》 - 다카나베 야마토 역
- 2012년 《연애 니트~잊고있던 사랑을 시작하는 방법》 - 마츠모토 나오야 역
- 2012년 《파파돌!》 - 본인 역 (제6화)
- 2012년 《도마 교수의 천재 추리: 오키 섬의 황금전설 살인사건》 - 도마 소타로 역
- 2012년 《어린이 경찰》 - 아즈미 쓰요시 역 (제9화)
- 2013년 《구명 병동 24시 시즌5》 - 혼조 마사하루 역
- 2013년 《날씨 언니》 - 미쿠모 산페이 역
- 2013년 《황새의 요람: 갓난아기 포스트의 6년과 도움받은 92명의 미래》 - 가타야마 유키후미 역

### 영화
- 2002년 《HIJIKI》
- 2003년 《배에서 내리면 그녀의 섬》 - 고노 소헤이 역
- 2003년 《춤추는 대수사선 THE MOVIE 2 레인보우 브릿지를 봉쇄하라!》 - 경시청형사부수사1과 수사원 역
- 2005년 《도쿄 프렌즈》 - 고바야시 도오루 역
- 2005년 《전차남》 - 히사시 역
- 2005년 《썸머 타임 머신 블루스》 - 호세 고타로 역
- 2006년 《현청의 별》 - 사쿠라이 게이타 역
- 2006년 《마미야 형제》 - 마미야 아키노부 역
- 2006년 《도쿄 프렌즈 The Movie》 - 고바야시 도오루 역
- 2006년 《UDON》 - 호세 고타로 역
- 2006년 《아키하바라@DEEP》 - 나카고미 다케시 역
- 2006년 《애디언텀 블루》 - 가와카미 오토히코 역
- 2006년 《무지개 여신》 - 히구치 신스케 역
- 2007년 《사랑의 유형지》 - 이나바 요시시게 역
- 2007년 《츠키가미》 - 벳쇼 사효우에 역
- 2007년 《쓰바키 산주로》 - 기무라 역
- 2008년 《우리들과 경찰아저씨의 700일 전쟁》 - 추자이산 역
- 2008년 《애프터 스쿨》 - 기타자와 마사유키 역
- 2008년 《20세기 소년》 - 후쿠베 역
  - 2008년 《제1장 강림》
  - 2009년 《제2장 마지막 희망》
  - 2009년 《제3장 우리들의 깃발》
- 2009년 《아무도 지켜주지 않아》 - 우에모토 고지 역
- 2009년 《군청 -사랑이 물든 바다색-》 - 나카무라 류지 역
- 2009년 《수호천사》 - 무라오카 마사시 역
- 2009년 《볼트》 - 볼트 역
- 2009년 《구부러져라! 스푼》 - 카메오
- 2010년 《오빠의 불꽃놀이》 - 세키야마 다카시 역
- 2010년 《오오쿠》 - 후지나미 역
- 2011년 《산》 - 노다 마사토 역
- 2012년 《부도리의 꿈》 - 코토리 역
- 2013년 《우리들의 교환일기》 - 가와노 준야 역
- 2013년 《소년 H》
- 2023년 《고지라-1.0》 - 아키츠 키요지 역

### 뮤직비디오
- RIP SLYME - Hey,Brother
  - 영화 《마미야 형제》 영상.

## 수상 및 후보

### 영화
- 애프터 스쿨
  - 2008년 제33회 호치영화상 남우조연상 후보
  - 2008년 제51회 블루리본상 남우조연상 후보

### 연극
- 좁은 문으로 들어가라
  - 2010년 제17회 요미우리연극대상 우수남 우상

### 외
- 2008년 제1회 유리스날단 어워드
- 2010년 제17회 베스트스마일오브더이어 저명인 부문